# 皮斯基 (巴赫馬奇市鎮)

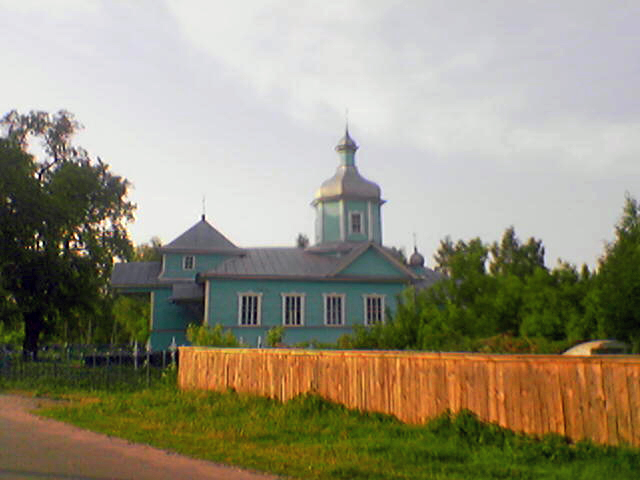

皮斯基（羅馬化：Pisky）是烏克蘭北部的村莊，隸屬切爾尼希夫州的尼任區。該村始建於1790年，面積0.84平方公里，海拔高度144米，2006年人口689，人口密度每平方公里820.2人。
51°8′33″N 32°40′5″E / 51.14250°N 32.66806°E